# كأس النرويج 1998
كأس النرويج 1998 (بالنرويجية: Norgesmesterskapet i fotball for menn 1998)‏ هو الموسم 93 من كأس النرويج. أقيم خلال الفترة 21 أبريل 1998 وحتى 1 نوفمبر 1998، وأشرف على تنظيمه اتحاد النرويج لكرة القدم، وكان عدد الأندية المشاركة فيه 32، وفاز فيه نادي ستابك.